# Gary A. Lee

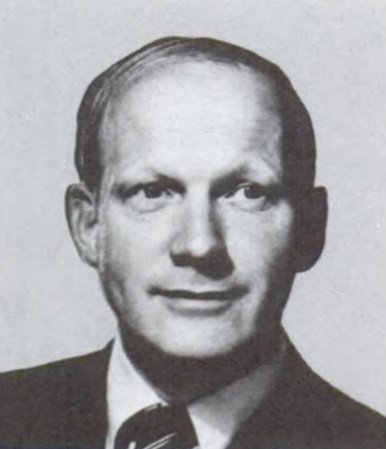
Gary A. Lee

Gary Alcide Lee (* 18. August 1933 in Buffalo, New York; † 12. Oktober 2022 in Fort Myers, Florida) war ein US-amerikanischer Politiker. Zwischen 1979 und 1983 vertrat er den Bundesstaat New York im US-Repräsentantenhaus.

## Werdegang
Gary Lee besuchte die öffentlichen Schulen in Corning und dann bis 1951 die dortige Northside High School. Zwischen 1952 und 1956 diente er in der United States Navy. Anschließend studierte er bis 1960 an der Colgate University in Hamilton. Danach studierte er noch bis 1963 an der Cornell University in Ithaca. Zwischen 1963 und 1970 arbeitete er im Bildungswesen in der Verwaltung und als Berater. Gleichzeitig schlug er als Mitglied der Republikanischen Partei eine politische Laufbahn ein. Bis 1974 bekleidete er in seiner Heimat verschiedene lokale Ämter. Außerdem nahm er zwischen 1966 und 1970 als Delegierter an den regionalen Parteitagen der Republikaner seines Staates teil. Von 1974 bis 1978 saß er als Abgeordneter in der New York State Assembly.
Bei den Kongresswahlen des Jahres 1978 wurde Lee im 33. Wahlbezirk von New York in das US-Repräsentantenhaus in Washington, D.C. gewählt, wo er am 3. Januar 1979 die Nachfolge von William F. Walsh antrat. Nach einer Wiederwahl konnte er bis zum 3. Januar 1983 zwei Legislaturperioden im Kongress absolvieren. Im Jahr 1982 wurde er von seiner Partei nicht mehr zur Wiederwahl nominiert. Nach dem Ende seiner Zeit im US-Repräsentantenhaus war er Vizepräsident der Firma IC Industries, Inc. Zuletzt war er Bezirksvorsitzender der Republikaner im Lee County in Florida.